# Chiesa di Santa Maria di Portosalvo
La chiesa di Santa Maria di Portosalvo è un luogo di culto cattolico di Napoli situato in via Alcide De Gasperi, all'inizio di via Marina, nella zona del porto; è detta anche fuori le mura in quanto sorgeva, appunto, fuori le mura della città.

## Storia

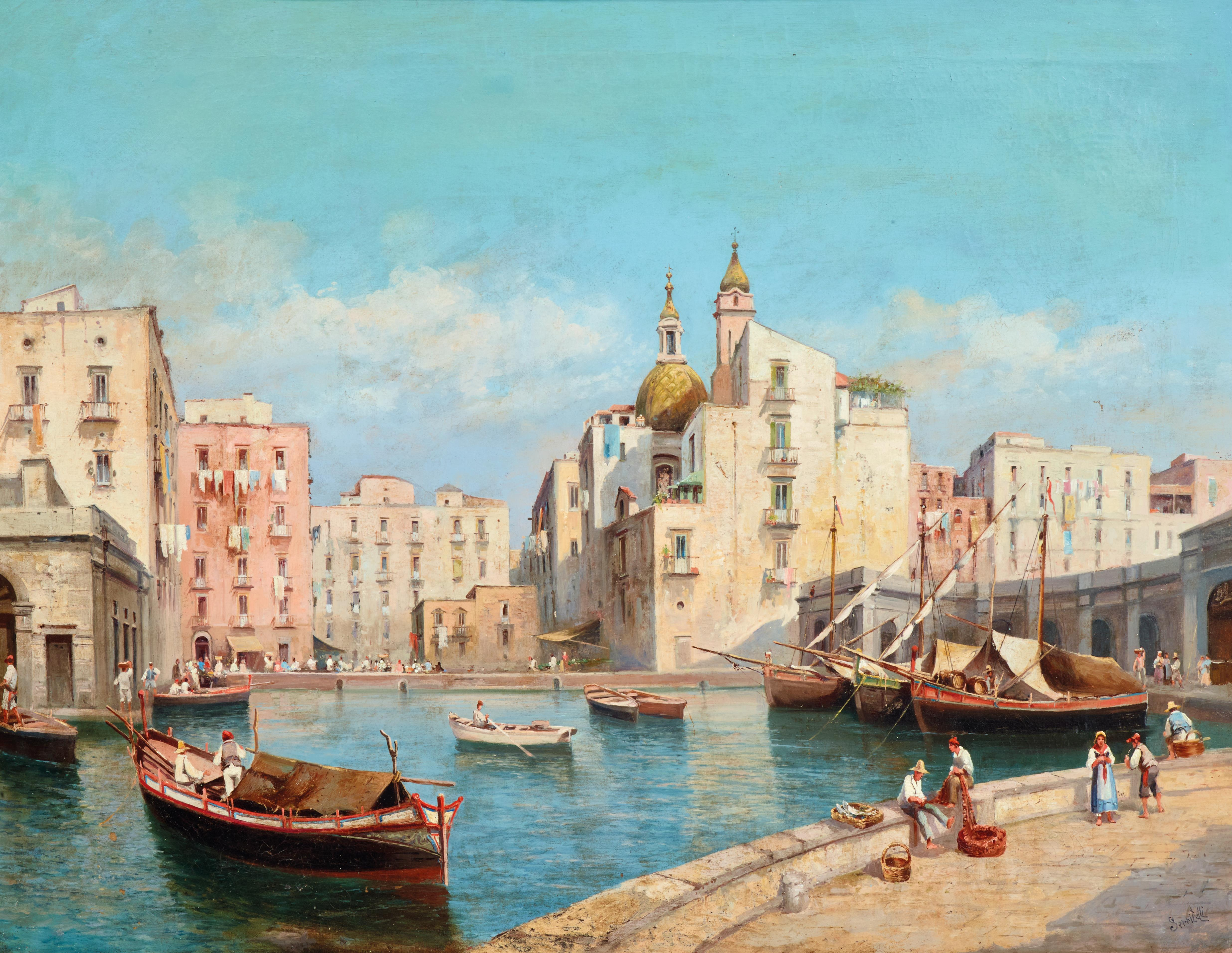
La cupola della chiesa di Portosalvo vista dal mare, ritratta da Giovanni Serritelli a metà dell'Ottocento

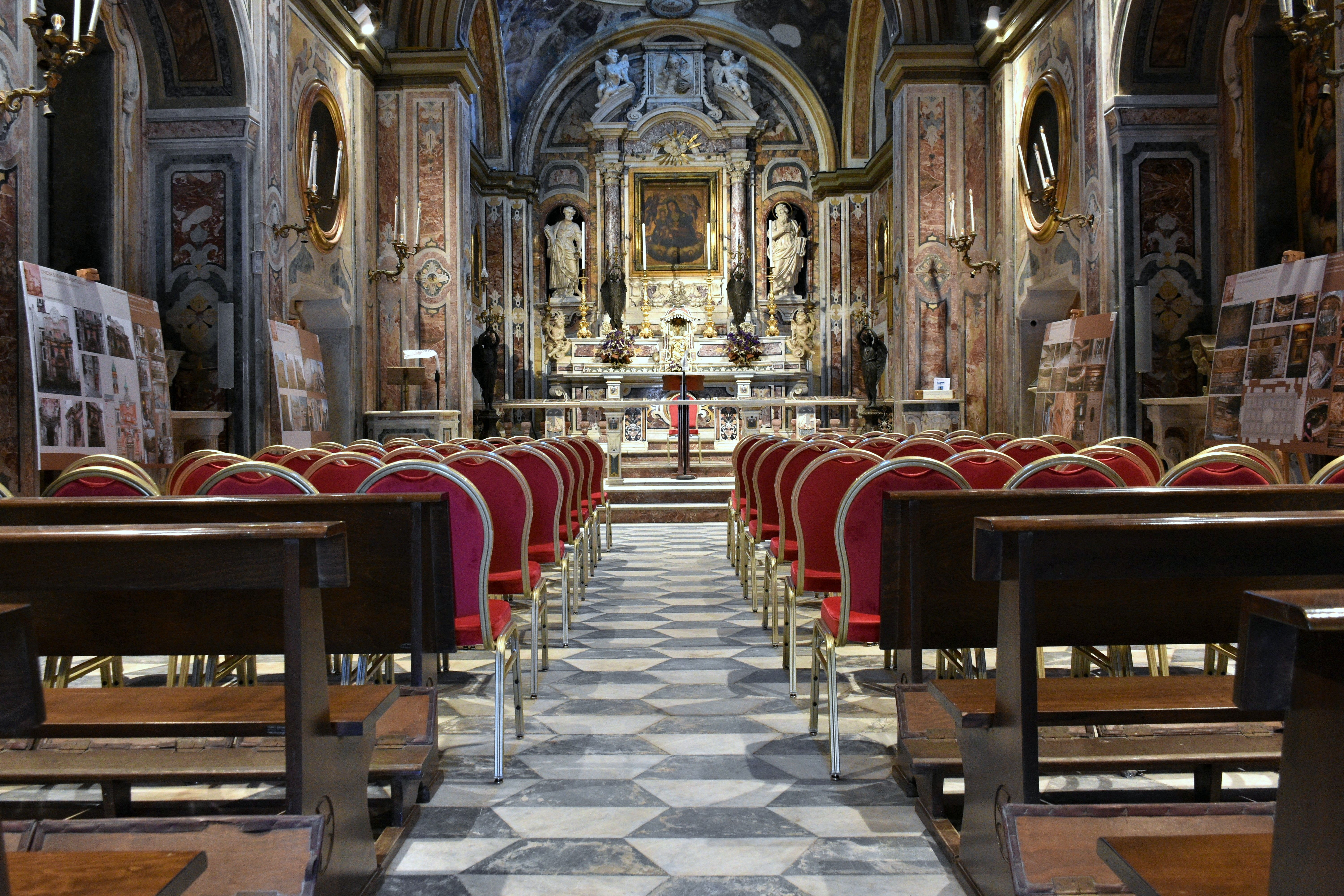
L'interno dopo il restauro

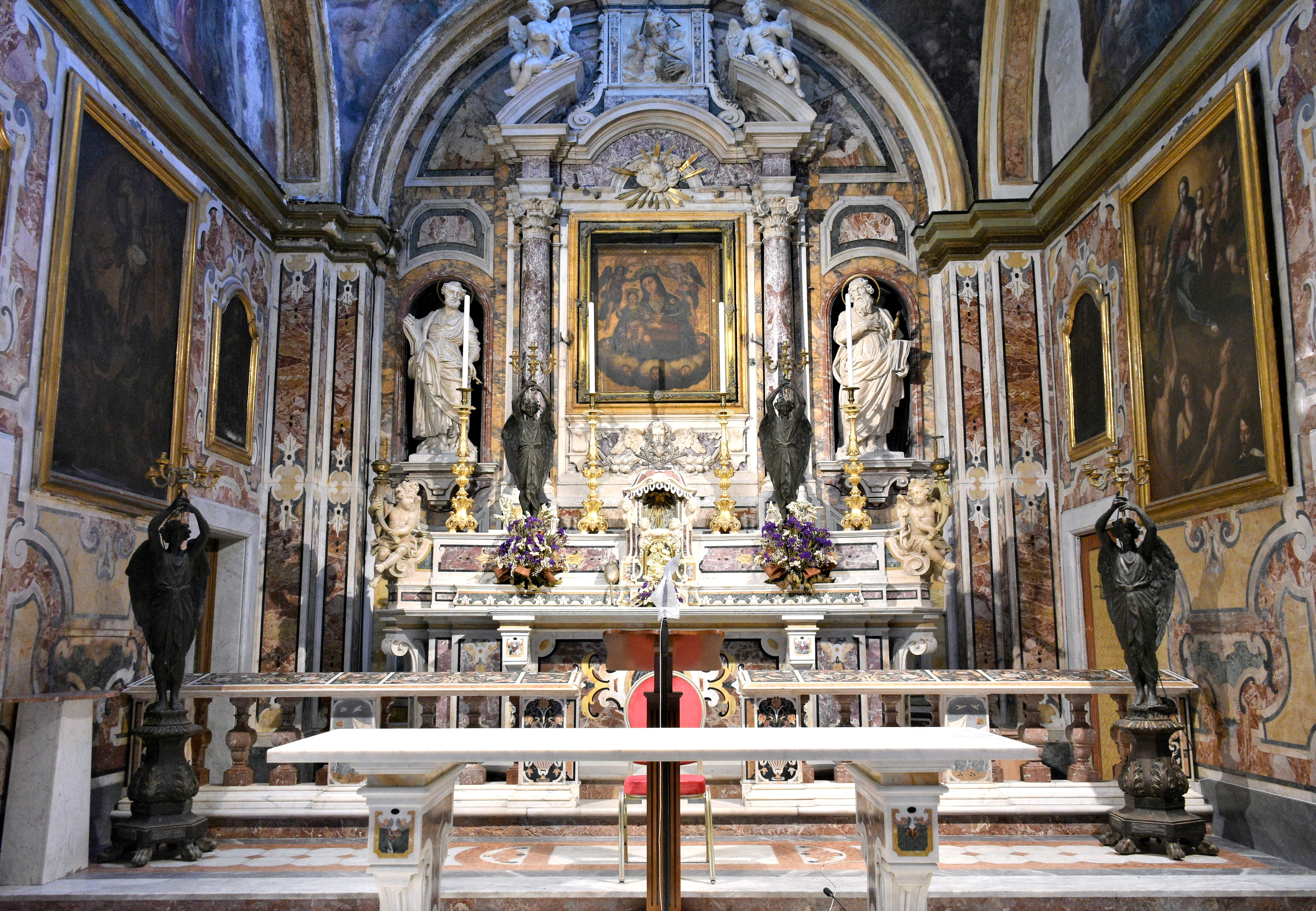
Particolare dell'altare maggiore

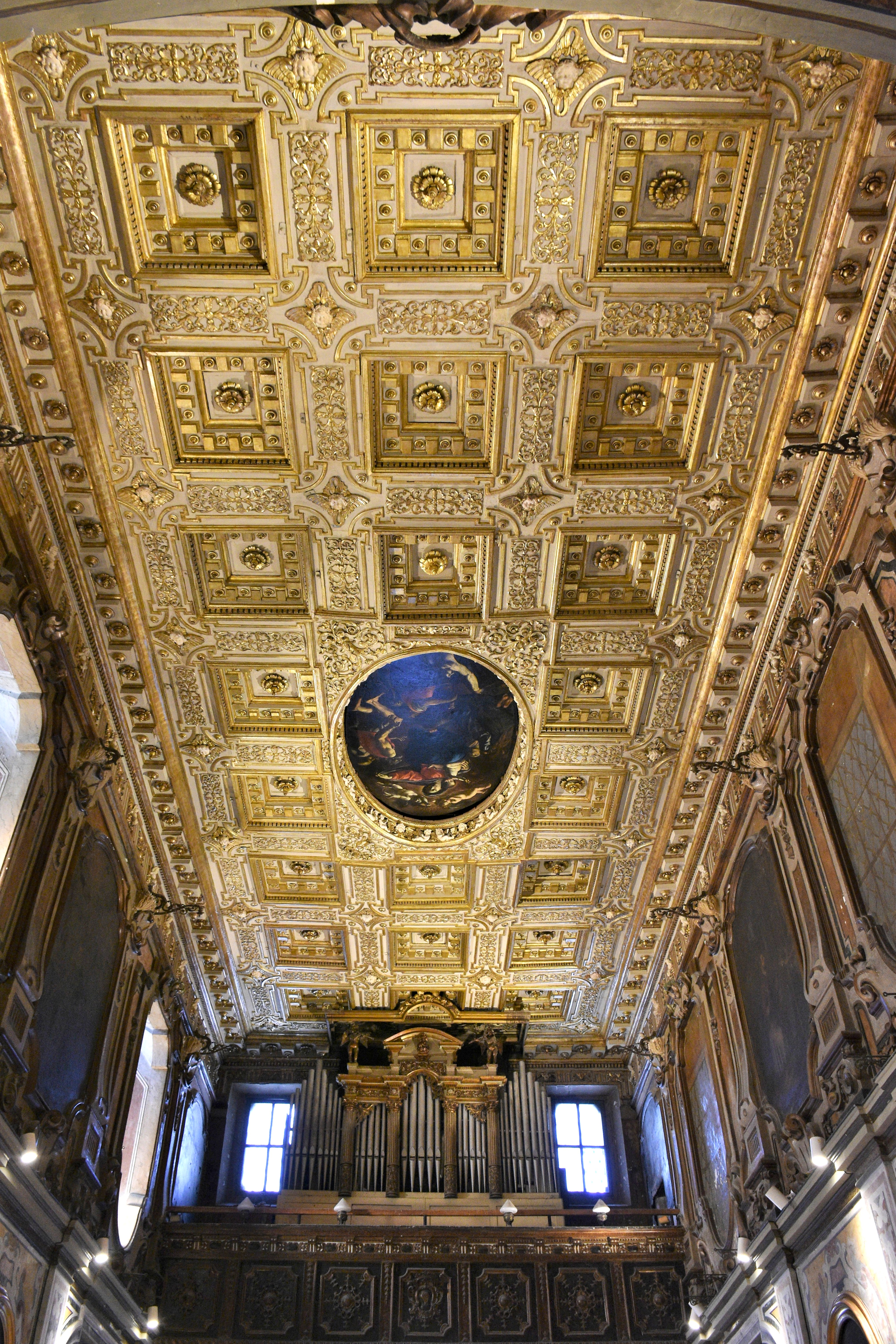
Il soffitto a cassettoni

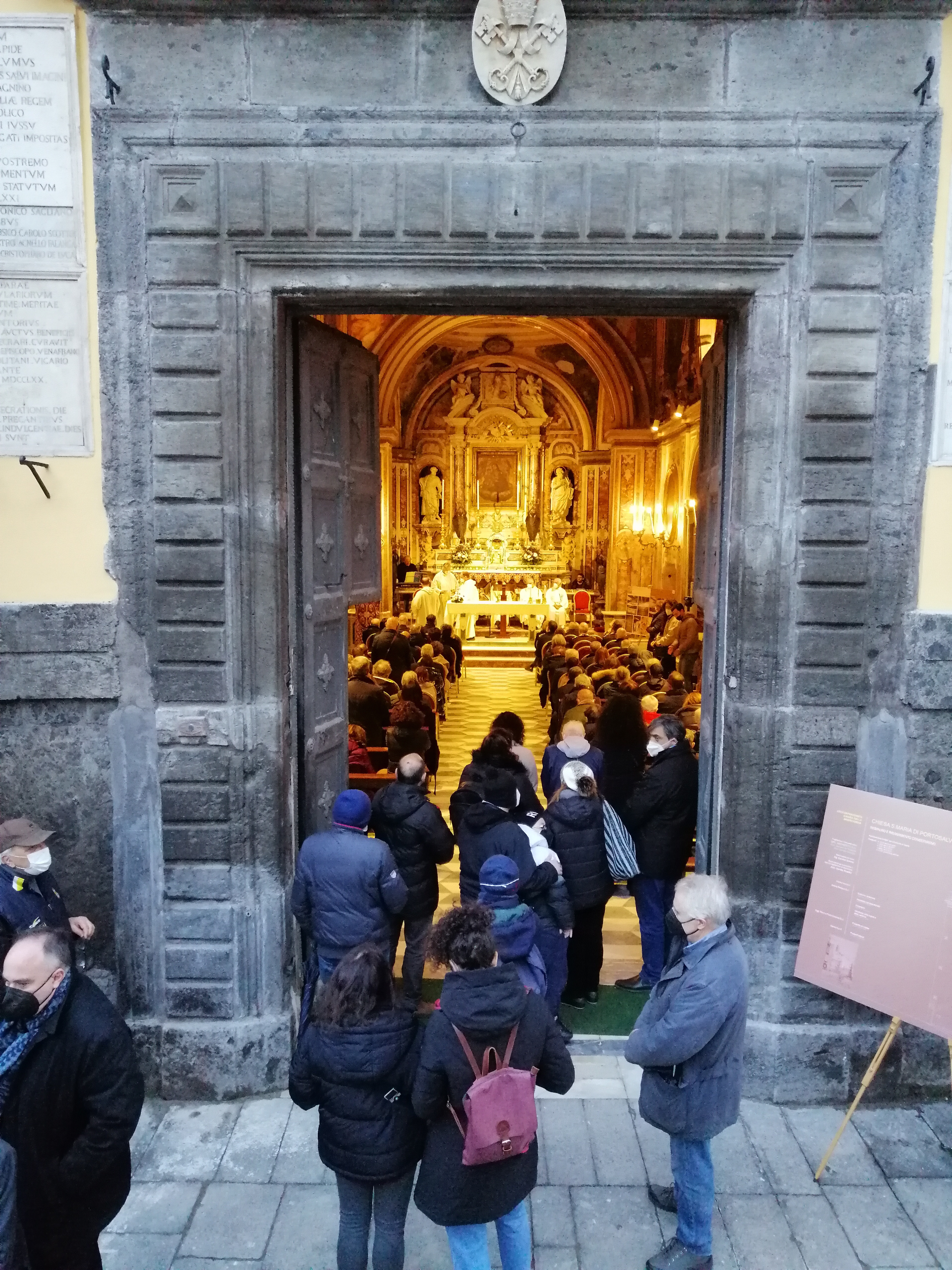
Funzione solenne del 31 marzo 2022 per la riapertura della chiesa di Portosalvo dopo 42 anni di chiusura e della fase di restauro conservativo

Intorno alla metà del XVI secolo, un marinaio, Bernardino Belladonna, salvatosi da un naufragio, sentì il bisogno di ringraziare la madonna fondando, insieme ad altri marinai e a degli armatori, una congrega con annessa cappella. Il 31 maggio 1554 il cardinale accordò il permesso e il 1º giugno vennero eletti governatori della congrega il Belladonna, Nardo Calvanico, Annibale De Pronillo e frà Albano. La zona scelta fu alquanto insolita perché originariamente era una sporgenza di terra bagnata su tre lati dal mare ed inoltre si trovava fuori Porta di Massa.
Pochi mesi dopo la fondazione della congrega laica, vennero iniziati i lavori della chiesa, che durarono fino al 1564 con l'ultimazione del soffitto incatenato per evitare crolli. Tra il 1564 e il 1565 si realizzarono imponenti opere di decoro rinascimentali che complessivamente vennero a costare 150 ducati: un certo mastro Battista costruì il coro con scala a chiocciola; nel frattempo fu stipulato un contratto con i falegnami Ferrante e Martino per la realizzazione di una cornice in legno, indorata da Iacopo Aniello, e con un pittore poco noto, che aveva anche affrescato la volta della chiesa, al quale fu chiesto di dipingere una Madonna.
Negli anni settanta del XVI secolo fu dipinta una tela di Sant'Antonio e vennero realizzati due angeli nel quadro della Madonna. Nel frattempo vi furono notevoli donazioni tra denaro e opere, tra cui una tavola dipinta, per dieci ducati, da Girolamo Imparato. Alla fine del XVI secolo vennero realizzati alcuni interventi strutturali al coro e alla copertura dell'edificio.
Tra il 1602 e il 1630 i confratelli decisero di rimodernare la chiesa con tele di artisti sconosciuti ed a buon mercato. Nel 1624 vi fu una riparazione alla palizzata a mare che proteggeva la chiesa dalle onde marine. Tre anni dopo vennero commissionate una tela per la sacrestia, lastre di marmo per quattro fosse e "riggiole" per il pavimento. Tra il 1633 e il 1634 venne realizzato il cassettonato ligneo dai falegnami Giuseppe d'Antonio, Sebastiano Milante, Giovanni Conventale e un certo Giovan Battista; fu intagliato da Cola Antonio Conte e un tale Michelangelo; fu indorato da Giuseppe Milone ed infine fu posto nel vano centrale del cassettonato una tela dipinta da Battistello Caracciolo. Furono anche acquistati dei candelabri argentei dell'orefice Onorio di Luca. Nel decennio tra il 1638 e il 1647 furono commissionati, ad altre maestranze locali, gli arredi in ebano a Vincenzo Cannavale, la ridecorazione delle cappelle allo stuccatore Aniello Lombardo, una tela di San Nicola a Iacopo di Castro ed infine la balaustra dell'altare maggiore ad opera di Dionisio Lazzari. Dal 1650 al 1700 si susseguirono ulteriori abbellimenti come indorature, suppellettili di argento e imbiancature di volte. Nel 1678 fu realizzato un apparato d'arredo di suppellettili in argento e coralli eseguito da Giovan Domenico Vinaccia. Poco dopo si provvide a rinforzare la palizzata con la direzione dell'ingegnere Lorenzo Ruggiano, mentre, su indicazione di Giovan Domenico Vinaccia, fu intonacata e indorata la cupola con affreschi di Nicola Russo.
Nel 1749 fu terminata la palazzina progettata dall'ingegnere Ignazio Cuomo; questa era adibita a sagrestia, oratorio e abitazioni dei confratelli. Le decorazioni furono eseguite dal piperniere Gennaro Pagano, dallo stuccatore Nicola Scodes, dal falegname Antonio de Curtis e dal pittore Giuseppe Baldi. Tra il 1767 e il 1769 furono compiuti vari lavori di restauro di tele e affreschi ad opera di Evangelista Schiano, mentre il cupolino fu imbiacato da Scodes sotto la direzione del pittore Francesco Giordano da Policastro.
Tra il 1769 e il 1772 vi lavorò Giuseppe Astarita, che trasformò radicalmente la chiesa nella sua disposizione; inoltre furono eseguiti interventi di decorazione dallo Scodes e dal marmoraro Antonio di Lucca. Nel 1775 fu realizzata dal di Lucca, su disegno dell'ingegnere Felice Bottigliero, la cona marmorea che sovrasta l'altare maggiore. I lavori terminarono intorno al 1778 per mancanza di fondi.
Quindi di Lucca ultimò alcune opere marmoree e furono realizzate le cornici di piperno all'esterno dell'edificio; al contempo Angelo Viva eseguì sculture e gli obelischi in piperno all'esterno della chiesa, dei quali oggi ne resta solo uno.
Nel corso del XIX secolo la chiesa venne inglobata, come la si vede attualmente, in una colmata percorsa da una strada urbana. Durante la seconda guerra mondiale l'edificio fu danneggiato ma successivamente risparmiato dalla speculazione edilizia di via Marina.
La chiesa è stata interdetta al pubblico per decenni, cadendo in un grave stato di degrado e subendo alcuni furti di suppellettili. Il 31 marzo del 2022, dopo 42 anni di chiusura e dopo una fase di restauro e recupero conservativo, riapre alla città con una messa solenne presieduta dall'arcivescovo Domenico Battaglia.

## Descrizione

### Esterno
La chiesa attualmente è isolata dalla cortina di edifici che un tempo occupavano via Marina. Dopo la Seconda guerra mondiale vennero demoliti i palazzi resi fatiscenti dai bombardamenti e dall'esplosione della Caterina Costa nel porto e il piccolo edificio di culto trovò nella risistemazione postbellica una posizione di spartitraffico tra via Alcide De Gasperi e via Cristoforo Colombo.
L'esterno della chiesa è caratterizzata dalla semplice facciata in stucco in stile rococò che preannuncia un certo classicismo nelle forme compositive, fu eseguita da Nicola Scodes su progetto di Giuseppe Astarita. La facciata, a due ordini, attualmente si trova ad un livello inferiore rispetto a quello stradale, è costituita da un portale in piperno bugnato rinascimentale sovrastato dall'arco della lunetta; ai lati della lunetta ci sono due piccole finestre poligonali decorate da fastigi in stucco. Ai lati ci sono lesene e colonne composite che poggiano su alti piedistalli che sorreggono una trabeazione, al cui centro c'è un fastigio in stucco che raccorda il primo ordine della facciata con quello terminale, sul quale si alza l'ultimo ordine della facciata caratterizzato dalla presenza di due paraste che inquadrano la composizione del settore centrale che culmina con l'orologio sostenuto da una coppia di volute in stucco affiancate da due semplici aperture poligonali.
A sinistra, in un luogo più arretrato della facciata della chiesa e della palazzina della congregazione, si erge il piccolo campanile a quattro ordini che poggia sul basamento a scarpata. L'ultimo ordine è caratterizzato dalla composizione in piperno e stucco ed è concluso dalla cuspide in maioliche bicrome. A sinistra del campanile invece si trova la palazzina della congregazione che venne realizzata nel 1749 dal Cuomo, le quali facciate sono impreziosite da decorazioni in stucco.
Nei giardini esterno alla chiesa vi sono un obelisco fatto edificare dai sostenitori borbonici per la commemorazione della vittoria realista sulla Repubblica Partenopea del 1799, l'arcata di un antico fondaco di epoca aragonese e la Fontana della Maruzza, risalente al Cinquecento.

### Interno
L'interno è composto da un'unica navata con cupola e due cappelle per lato; il presbiterio è delimitato da una bella balaustra di marmi commessi, con madreperla e pietre dure realizzata su progetto di Dionisio Lazzari nel 1647 e con riquadri intarsiati che raffigurano i Miracoli della Madonna. Alle spalle vi è il bell' altare maggiore, scolpito tra il 1769 e il 1772 dal richiestissimo marmoraro Antonio Di Lucca, il quale si occupò anche di realizzare la ricca cona che accoglie la tavola cinquecentesca della Madonna di Porto Salvo. Ai lati di essa due nicchie ospitano le statue di San Pietro e San Paolo di Giacomo e Angelo Viva, autori anche dei putti reggi-fiaccola ai lati dell'altare e dei puttini e dell'Eterno Padre in cima alla cona. 
Opera di pregiata fattura è il soffitto a cassettoni in legno dorato (del 1634), al cui centro è collocata una tela di forma ovale di Battistello Caracciolo che illustra la Gloria della Vergine. Essa risale al 1634 ed è una delle ultime opere del maestro napoletano.
Un'altra opera pittorica di grande rilievo che è stata ricollocata nella sua originaria posizione sulla destra dell'altare maggiore è la Madonna del Rosario con le anime del Purgatorio di Antonio De Bellis; mentre due suggestivi gruppi lignei settecenteschi (L'Immacolata tra Sant'Anna e San Gennaro e L'Addolorata e San Giovanni) restano ancora depositati in un locale della Basilica di San Paolo Maggiore.